# Jarosław Duda-Latoszewski
Jarosław Duda-Latoszewski (ur. 29 kwietnia 1964 we Wrocławiu) – polski polityk, urzędnik i samorządowiec, poseł na Sejm IV i V kadencji (2004–2007), senator VII, VIII i IX kadencji (2007–2019), sekretarz stanu w Ministerstwie Pracy i Polityki Społecznej (2007–2015), poseł do Parlamentu Europejskiego IX kadencji (2019–2024).

## Życiorys
Był współtwórcą ruchu Wiara i Światło na Lubelszczyźnie. W 1990 ukończył studia na Wydziale Nauk Społecznych Katolickiego Uniwersytetu Lubelskiego.
Od 1993 pracował jako dyrektor Wojewódzkiego Zespołu Pomocy Społecznej we Wrocławiu. W rządzie Jerzego Buzka był wiceprezesem Państwowego Funduszu Rehabilitacji Osób Niepełnosprawnych (1999–2001). Od 2001 do 2004 kierował Miejskim Zarządem Domów Pomocy Społecznej we Wrocławiu. W latach 1998–2004 zasiadał w Sejmiku Województwa Dolnośląskiego.
W 2004 został posłem IV kadencji, zastępując Jacka Protasiewicza (wybranego do Parlamentu Europejskiego). W 2005 uzyskał mandat na Sejm V kadencji z ramienia Platformy Obywatelskiej w okręgu wrocławskim. W wyborach parlamentarnych w 2007 skutecznie kandydował do Senatu VII kadencji z wynikiem 238 028 głosów.
21 listopada 2007 objął stanowiska sekretarza stanu w Ministerstwie Pracy i Polityki Społecznej i pełnomocnika rządu ds. osób niepełnosprawnych, zastępując na nich Mirosława Mielniczuka.
W 2011 z powodzeniem ubiegał się o reelekcję do Senatu, w nowym okręgu jednomandatowym dostał 73 121 głosów. W 2015 został ponownie wybrany na senatora, otrzymując 83 369 głosy. W listopadzie tego samego roku zakończył pełnienie funkcji wiceministra. Od 2016 był komisarzem miejskich i wojewódzkich struktur PO, w grudniu 2016 został przewodniczącym wrocławskiej PO. W grudniu 2017 objął funkcję przewodniczącego dolnośląskich struktur partii, którą pełnił do czerwca 2021.
W 2019 został wybrany na posła do Parlamentu Europejskiego z listy Koalicji Europejskiej. W 2024 z ramienia KO bezskutecznie startował w kolejnych wyborach europejskich. Objął następnie stanowisko prezesa Dolnośląskiego Centrum Medycznego „Dolmed”.

## Wyniki w wyborach ogólnopolskich
| Wybory | Komitet wyborczy    | Komitet wyborczy      | Organ                            | Okręg            | Wynik          |
| ------ | ------------------- | --------------------- | -------------------------------- | ---------------- | -------------- |
| 2001   |                     | Platforma Obywatelska | Sejm IV kadencji                 | nr 3             | 3028 (0,72%)   |
| 2005   | Sejm V kadencji     | Platforma Obywatelska | 5901 (1,52%)                     | nr 3             |                |
| 2007   | Senat VII kadencji  | Platforma Obywatelska | nr 3                             | 238 028 (42,70%) |                |
| 2011   | Senat VIII kadencji | Platforma Obywatelska | nr 6                             | 73 121 (35,35%)  |                |
| 2015   | Senat IX kadencji   | Platforma Obywatelska | nr 6                             | 83 369 (37,30%)  |                |
| 2019   |                     | Koalicja Europejska   | Parlament Europejski IX kadencji | nr 12            | 77 611 (5,93%) |
| 2024   |                     | Koalicja Obywatelska  | Parlament Europejski X kadencji  | nr 12            | 15 496 (1,35%) |